# Albrechtice (Ústí nad Orlicí-i járás)
Albrechtice település Csehországban, a Ústí nad Orlicí-i járásban. Albrechtice Horní Čermná, Lubník, Lanškroun, Strážná, Cotkytle és Sázava településekkel határos. Lakosainak száma 438 fő (2024. január 1.).

## Népesség
A település lakosságának változását az alábbi diagram mutatja:
| Lakosok száma | 780  | 816  | 768  | 517  | 507  | 469  | 462  | 470  | 452  | 438  |
|               | 1869 | 1900 | 1921 | 1961 | 1980 | 2011 | 2016 | 2019 | 2021 | 2024 |